# Ludwik Bouchard

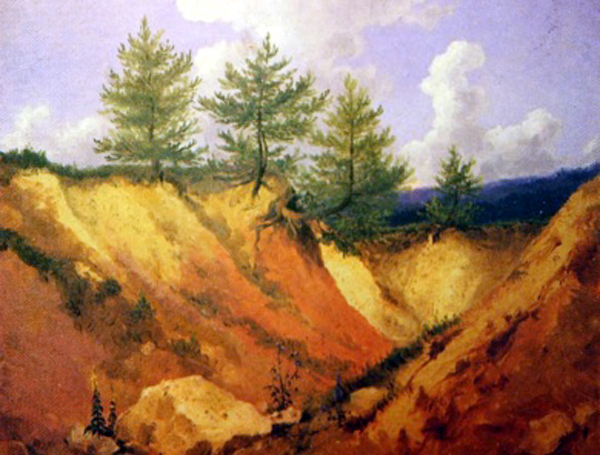
Pejzaż z trzema świerkami

Ludwik Aleksander Buszard (ur. 1828 w Warszawie, zm. 1 lutego 1912 we Włocławku) – polski malarz i pedagog pochodzenia francuskiego.

## Życiorys
Był synem francuskich imigrantów Ludwika Boucharda i Elżbiety Coterelle. Jego ojciec był oficerem armii cesarza Napoleona I. Rodzina Bouchardów przybyła do Polski w 1810 roku.
Po ukończeniu Gimnazjum Realnego w Warszawie zaczął kształcić się w sztuce malarskiej. Jego pierwszym nauczycielem był Aleksander Kokular, zmarły w 1846 roku. W latach 1846–1847 pobierał nauki w Szkole Sztuk Pięknych w Warszawie. Następnie kształcił się u Bonawentury Dąbrowskiego i Jana Feliksa Piwarskiego. Od 1855 roku należał do grupy artystów skupionych wokół Wojciecha Gersona, którzy przyczynili się do założenia Towarzystwa Zachęty Sztuk Pięknych.
W roku 1857 został mianowany nauczycielem rysunków w szkole powiatowej przy kościele Karmelitów w warszawskim Lesznie.
W latach 50. wędrował też wraz z innymi malarzami po kraju, malując pejzaże. Już w 1858 roku wziął po raz pierwszy udział w dwóch wystawach malarskich – w Krakowie oraz w Krajowej Wystawie Sztuk Pięknych w Warszawie. W latach 1860, 1862, 1863, 1869 i 1874 wystawiał swoje prace w Towarzystwie Zachęty Sztuk Pięknych w Warszawie.
W 1859 roku rozpoczął pracę jako korespondent nowo powstałego Tygodnika Ilustrowanego, prowadząc rubrykę Kronika Sztuk Pięknych. Współpracował też z Biblioteką Warszawską, w której publikował rozprawy dot. sztuki polskiej i powszechnej. Oprócz tego pisywał do Bluszczu i Wędrowca.
Jako krytyk artystyczny był zwolennikiem narodowego charakteru twórczości polskiej, mimo jej korzeni w sztuce europejskiej. Był też orędownikiem pracy krytyków. W 1868 roku wydał własnym nakładem rozprawę pt. Geniusz Grecji i tegocześni malarze francuscy: David, Ingres, Hipolit Flandrin, Eugeniusz Delacroix.
Oprócz malarstwa Buszard interesował się też architekturą, szczególnie gotycką i renesansową.
W 1862 roku został przeniesiony do Włocławka, gdzie rozpoczął pracę jako nauczyciel rysunku w 5-letniej szkole powiatowej. We Włocławku przyjaźnił się z Rafałem Krajewskim, z którym łączyło go zainteresowanie architekturą, a także sprawą polskiej niepodległości. Sam Buszard również był związany z ruchem spiskowców.
We Włocławku dał się poznać jako bardzo dobry pedagog. Jednym z jego uczniów był Stanisław Noakowski, który po latach przyznawał, że to właśnie Buszard zainspirował go do zostania malarzem. Noakowski przyjaźnił się z Buszardem do jego śmierci.
Przeprowadzka do Włocławka wpłynęła negatywnie na jego działalność artystyczną. Było to spowodowane przede wszystkim nadmiarem pracy pedagogicznej, ale też odcięciem od życia kulturalnego stolicy. Z czasem przestał malować twórcze pejzaże. Przyjmował natomiast zlecenia na obrazy religijne. Prywatnie przyjaźnił się ze księdzem Stanisławem Chodyńskim (m.in. prefektem szkoły realnej w latach 1869-1882), co mogło mieć wpływ na jego skierowanie się na twórczość o tematyce religijnej.
Izolacja Buszarda pogłębiła się po tym, jak w 1863 roku jego przyjaciel Rafał Krajewski wyjechał do Warszawy, gdzie po wybuchu powstania styczniowego został członkiem Rządu Narodowego. W 1868 roku Buszard zaprzestał działalności jako korespondent prasowy.
W latach 70. powstała we Włocławku fabryka fajansu. Buszard zainteresował się wtedy ceramiką, zaczął tworzyć projekty waz, kafli i ornamentów na płytkach. Niektóre z jego projektów są dziś przechowywane w Muzeum Ziemi Kujawskiej i Dobrzyńskiej we Włocławku.
W 1892 roku przeszedł na emeryturę. Zmarł 1 lutego 1912 roku. Został pochowany na cmentarzu komunalnym we Włocławku, w kwaterze 23/1/32.
Prace Buszarda są przechowywane m.in. w Muzeum Narodowym w Warszawie oraz Muzeum Ziemi Kujawskiej i Dobrzyńskiej we Włocławku. W kościołach Włocławka i okolic można odnaleźć obrazy Buszarda o tematyce religijnej.

## Życie prywatne
Izabela Zbiegniewska wspominała, że w jego domu przy ul. Wojska Polskiego 4 Buszardowie prowadzili salon literacki. W 2016 roku odsłonięto tu kamień upamiętniający Buszarda, a także mieszkających w tym samym domu, ale w różnych okresach: Włodzimierza Gniazdowskiego i Feliksę Szałwińską. Głaz ufundowali Jacek i Bożena Rejowie. Państwo Rejowie byli też pomysłodawcami nazwania skweru przed Teatrem Impresaryjnym im. Włodzimierza Gniazdowskiego imieniem Buszarda.
Był dwukrotnie żonaty. Jego pierwszą żoną była Ludwika Porzycka, zaś drugą Helena Nowacka pochodząca z Włocławka.
Jego nazwisko występuje też w wariantach: Bouchard i Buszar.